# 128 (số)
128 (một trăm hai mươi tám) là một số tự nhiên ngay sau 127 và ngay trước 129.